# Chiannia vagabunda
Chiannia vagabunda är en fjärilsart som beskrevs av Inoue 1986. Chiannia vagabunda ingår i släktet Chiannia och familjen mätare. Inga underarter finns listade i Catalogue of Life.